# Gać (gmina)
Pour les articles homonymes, voir Gać.
La gmina de Gać [ɡat͡ɕ] est une commune rurale (gmina wiejska) du sud-est de la Pologne située dans la Voïvodie des Basses-Carpates faisant partie du powiat de Przeworsk. D'une superficie de 36 km², elle comptait 4 618 habitants en 2017.
Le village de Gać, siège de la gmina, se situe à environ 10 km de Przeworsk, le siège du powiat et 25 km de Rzeszów, la capitale régionale.